# Cianotípia

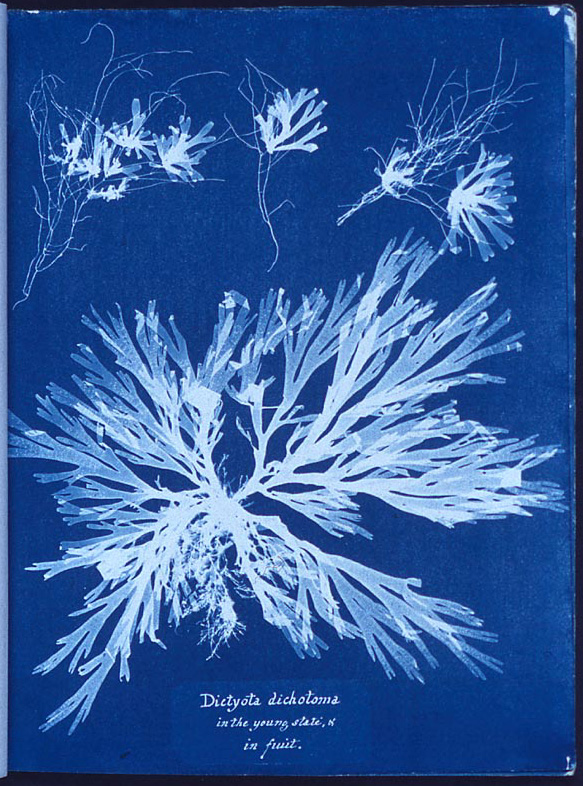
Algues d'Anna Atkins

La cianotípia (del grec antic κυάνεος, kyáneos, blau fosc, i τύπος, týpos, marca, impressió) és un procés de reproducció fotogràfic analògic que es caracteritza pels seus resultats monocroms en blau cian. Sense la necessitat d'una càmera i mitjançant l'acció fotoquímica de la llum ultraviolada es poden aconseguir còpies negatives d’una imatge o objecte mitjançant la sobreposició dels negatius sobre un suport prèviament sensibilitzat  amb  una emulsió fotosensible. Aquest procediment va ser popular en els cercles d'enginyers fins al segle xx. És un procediment senzill i econòmic que produeix còpies a gran escala d'un treball que en anglès es coneix com a blueprints. En el procés es fan servir dos productes químics: 
- Citrat amònic de ferro (III)
- Ferricianur de potassi.

La cianotípia és una tècnica molt rica en usos, permet fotografiar objectes, plantes i fins i tot plasmar altres fotografies sobre un munt de materials. A més és una alternativa més econòmica, ecològica i senzilla a les sals de plata.

## Història
L'anglès John Hershel (1792-1871) va ser un matemàtic i astrònom que a mitjans del segle XIX, buscant la manera de copiar les seves notes i experimentat amb les sals de ferro, va descobrir la cianotípia. Encara que el procediment va ser desenvolupat per Hershel, ell el va considerar com un sistema per reproduir notes i diagrames. Va ser la botànica anglesa Anna Atkins (1799-1871), amiga de John Hershel,  qui va utilitzar aquesta tècnica en fotografia obrint un ventall enorme de possibilitats artístiques. Amb la superposició de les plantes sobre el paper que, prèviament havia sensibilitzat, i amb una bona tècnica d'exposició i revelat, Atkins aconseguia còpies negatives molt precises i detallades de les seves plantes. Amb aquesta tècnica, el 1843 va ser la primera persona a publicar un llibre il·lustrat amb fotografia, Photographs of British Algae: Cyanotype Impressions. Per això Atkins es considera com la primera dona fotògrafa.

## Procediment
En un procés típic es fan servir una mescla a volums iguals d'una solució al 8,1 % (pes/volum) de ferrocianur de potassi i una solució al 20 % de citrat fèrric d'amoni. Aquesta solució és fotosensible i fosca. La següent és la fórmula elaborada per John Herscel el 1842:
Solució A:
- 200g de citrat de ferro amoniacal
- 1000ml d’aigua destil·lada

Solució B:
- 160g de ferrocianur de potassi
- 1000ml d’aigua destil·lada

Just abans de preparar el cianotip les dissolucions A i B es mesclen en parts iguals dins d’un recipient a part, en un ambient amb il·luminació tènue, evitant especialment la llum solar directa. La barreja resultant, que és fotosensible, té una estabilitat aproximada de 4 hores; passat aquest temps, pot perdre la seva efectivitat. Per conservar adequadament les dissolucions A i B cal emmagatzemar-les en recipients opacs i assegurar que no entrin en contacte entre elles, ja que es podrien contaminar i deteriorar-se. Per tant, a l’hora de preparar la mescla fotosensible és recomanable utilitzar dues pipetes o xeringues diferents: una per a cada dissolució.
Un cop sensibilitzat el suport desitjat (qualsevol superfície capaç d’absorbir la solució de ferro), es pot generar una imatge negativa mitjançant una exposició per contacte entre el suport, un negatiu i una font de llum ultraviolada. La llum ultraviolada redueix el ferro (III) a ferro (II). A això segueix una complexa reacció del ferro (II) cap a ferrocianur que, després del revelatge, donarà com a resultat les àrees blaves. La llum ultraviolada pot procedir del sol o d'una insoladora. El temps d'exposició amb el sol pot variar de 5 a 30 minuts (segons els núvols i la posició del sol). Amb una font artificial es pot reduir al temps fins als 30 segons.
Passat el temps d'exposició el cianotip ja està llest per revelar. Els químics que no han reaccionat (que hagin quedat tapats pel negatiu) es poden eliminar fàcilment amb aigua. El resultat és un color blau insoluble de ferrocianur fèrric que es coneix com a blau de Prússia.

## Conservació a llarg termini
En contrast amb molts procediments històrics i actuals, les impressions de cianotips no reaccionen bé als ambients bàsics. Per això no s'aconsella emmagatzemar cianotips o presentar-los en situacions bàsiques perquè la imatge s'esvaeix. Però tenen la característica poc comuna que una imatge esvaïda, per una llarga exposició a la llum, es pot restaurar significativament simplement exposant-la a un ambient fosc.

## Referenciés
1. ↑  V&A: Exploring Photography : Photographic Processes : Cyanotype
2. ↑  «VERNACULAR PHOTOGRAPHY The Cyanotype». Arxivat de l'original el 2013-03-30. [Consulta: 9 setembre 2012].
3. ↑  «Anna Atkins, British, 1799-1871». Arxivat de l'original el 2010-08-29. [Consulta: 9 setembre 2012].
4. ↑  V&A: Exploring Photography : Photographers : Anna Atkins
5. ↑  «The cyanotype process» (en anglès), (s. d.). [Consulta: 30 novembre 2024].